# Сан Базилио (Месина)
Сан Базилио је насеље у Италији у округу Месина, региону Сицилија.
Према процени из 2011. у насељу је живело 938 становника. Насеље се налази на надморској висини од 637 м.